# Kisses (album)
Kisses is het vierde album van de Braziliaanse zangeres Anitta. Het album werd uitgebracht op 5 april 2019 en bestaat uit verschillende samenwerkingen. Op het album wordt in drie talen gezongen: Engels, Spaans en Portugees. Het album heeft een Latin Grammy ontvangen in de categorie 'Best Urban music.'